# Lakseslægten
Lakseslægten (Salmo) er en slægt i laksefamilien inklusive de almindelige arter Salmo salar (laks) og Salmo trutta (ørred). Den naturlige udbredelse af slægten er primært europæisk. Kun atlantisk laks strækker sin udbredelse til Nordamerika. Laks og ørred i Stillehavet tilhører en anden slægt Oncorhynchus. Lakseslægtens navn Salmo stammer fra Latin salmō (salmon). Antallet af separate arter og underarter i slægten er et debatteret emne. Atlantisk laks og ørred er vidt udbredte arter, mens de fleste øvrige arter er snævert udbredte til enkelte vandområder.

## Arter
De 50 kendte arter i lakseslægten er:
- Salmo abanticus Tortonese, 1954 (Abant søørred).
- Salmo aestivalis Fortunatov, 1926 (Sevan sommersøørred).
- Salmo akairos Delling & Doadrio, 2005 (Ifni søørred).
- Salmo aphelios Kottelat, 1997 (Sommerørred).
- Salmo balcanicus (S. L. Karaman, 1927) (Struga ørred).
- Salmo carpio Linnaeus, 1758 (Gardasø ørred).
- Salmo caspius Kessler, 1877 (Kaspisk ørred). [1]
- Salmo cettii Rafinesque, 1810 (Middelhavs ørred).
- Salmo chilo Turan, Kottelat & Engin, 2012. [2]
- Salmo ciscaucasicus Dorofeeva, 1967 (Terek ørred).
- Salmo coruhensis Turan, Kottelat & Engin, 2010 (Çoruh flodørred). [3]
- Salmo danilewskii (Gul'elmi, 1888) (Gokcha søørred).
- Salmo dentex (Heckel, 1851) (Zubatak ørred).
- Salmo euphrataeus Turan, Kottelat & Engin, 2014 (Euphrates ørred). [4]
- Salmo ezenami L. S. Berg, 1948 (Kezenoi-am ørred).
- Salmo farioides S. L. Karaman, 1938 (Balkan ørred).
- Salmo ferox Jardine, 1835 (Ferox ørred).
- Salmo fibreni Zerunian & Gandolfi, 1990 (Fibreno ørred).
- Salmo gegarkuni Kessler, 1877 (Gokcha ørred).
- Salmo ischchan Kessler, 1877 (Sevan ørred).
- Salmo kottelati Turan, Doğan, Kaya, & Kanyılmaz, 2014 (Alakir ørred). [1]
- Salmo labecula Turan, Kottelat & Engin, 2012. [2]
- Salmo labrax Pallas, 1814 (Sortehavsørred).
- Salmo letnica (S. L. Karaman, 1924) (Pestani ørred).
- Salmo lourosensis Delling, 2011 (Louros ørred).
- Salmo lumi G. D. Poljakov, Filipi, Basho & Hysenaj, 1958 (Lumi ørred).
- Salmo macedonicus (S. L. Karaman, 1924) (Makedonsk ørred).
- Salmo macrostigma (A. H. A. Duméril, 1858) (Maghreb ørred).
- Salmo marmoratus G. Cuvier, 1829 (Marmorørred).
- Salmo montenigrinus (S. L. Karaman, 1933) (Montenegro ørred).
- Salmo multipunctatus Doadrio, Perea & Yahyaoui, 2015 (Draa ørred). [5]
- Salmo nigripinnis Günther, 1866 (Sonaghen ørred).
- Salmo obtusirostris (Heckel, 1851).
  - S. o. krkensis (S. L. Karaman, 1927) (Krka blødmundet ørred).
  - S. o. obtusirostris Heckel, 1851 (Blødmundet ørred).
  - S. o. oxyrhynchus (Steindachner, 1882) (Neretva blødmundet ørred).
  - S. o. salonitana (S. L. Karaman, 1927) (Jadro blødmundet ørred).
  - S. o. zetenzis (Hadžišče, 1961) (Zeta blødmundet ørred).
- Salmo ohridanus Steindachner, 1892 (Ohrid ørred).
- Salmo okumusi Turan, Kottelat & Engin, 2014 (Vestlig Eufrat ørred). [4]
- Salmo opimus Turan, Kottelat & Engin, 2012. [2]
- †Salmo pallaryi Pellegrin, 1924 (Sidi Ali ørred).
- Salmo pelagonicus S. L. Karaman, 1938 (Pelagos ørred).
- Salmo pellegrini F. Werner, 1931 (Tensift ørred). [5]
- Salmo peristericus S. L. Karaman, 1938 (Prespa ørred).
- Salmo platycephalus Behnke, 1968 (Fladhovedet ørred).
- Salmo rhodanensis Fowler, 1974 (Rhône ørred).
- Salmo rizeensis Turan, Kottelat & Engin, 2010 (Rize flodørred). [3]
- Salmo salar Linnaeus, 1758 (Atlantisk laks).
- Salmo schiefermuelleri Bloch, 1784 (Østrigsk søørred).
- Salmo stomachicus Günther, 1866 (Gillaroo ørred).
- Salmo taleri (S. L. Karaman, 1933) (Zeta ørred).
- Salmo tigridis Turan, Kottelat & Bektaş, 2011 (Øvre Tigris ørred).
- Salmo trutta Linnaeus, 1758 (Ørred).
  - S. t. aralensis L. S. Berg, 1908 (Aral ørred).
  - S. t. fario Linnaeus, 1758 (Bækørred).
  - S. t. lacustris Linnaeus, 1758 (Søørred).
  - S. t. oxianus Kessler, 1874 (Amu-Darya ørred).
  - S. t. trutta Linnaeus, 1758 (Havørred).
- Salmo viridis Doadrio, Perea & Yahyaoui, 2015 (Grøn ørred). [5]